# Лебусова, Наталья Леонидовна
Наталья Леонидовна Лебусова (род. 4 апреля 1978, Ярославль) — российская легкоатлетка, специалистка по прыжкам в длину. Выступала за сборную России по лёгкой атлетике в 2000-х годах, обладательница бронзовой медали Универсиады, многократная призёрка первенств всероссийского значения, участница ряда крупных международных стартов. Представляла Санкт-Петербург и Ярославскую область. Мастер спорта России международного класса.

## Биография
Наталья Лебусова родилась 4 апреля 1978 года в Ярославле. Окончила Ярославский государственный педагогический университет имени К. Д. Ушинского (2000).
Впоследствии занималась лёгкой атлетикой в Санкт-Петербурге под руководством заслуженного тренера России Андрея Олеговича Радуха.
Дебютировала на взрослом всероссийском уровне в сезоне 1998 года, стартовала в прыжках в длину на зимнем и летнем чемпионатах России в Москве.
В 2005 году в прыжках в длину выиграла бронзовую медаль на чемпионате России в Туле. Будучи студенткой, представляла страну на Всемирной Универсиаде в Измире — здесь прыгнула на 6,51 метра и завоевала бронзовую награду.
В 2006 году принимала участие в чемпионате Европы в Гётеборге — с результатом 6,49	стала в финале восьмой.
В 2007 году получила серебро на зимнем чемпионате России в Волгограде, тогда как на чемпионате Европы в помещении в Бирмингеме не прошла дальше предварительного квалификационного этапа. Позднее на летнем чемпионате России в Туле взяла бронзу.
В 2008 году добавила в послужной список бронзовую награду, выигранную на зимнем чемпионате России в Москве.
Завершила спортивную карьеру по окончании сезона 2009 года.
За выдающиеся спортивные достижения удостоена почётного звания «Мастер спорта России международного класса».